# سعادت أباد (أصفهان)
سعادت‌ أباد هي قرية في مقاطعة أصفهان، إيران. عدد سكان هذه القرية هو 478 في سنة 2006.